# Тур (приток Тисы)
Тур (Туру, в верховье — Валя-Сатулуй; рум. Tur, укр. Туриця, венг. Túr) — река на северо-западе Румынии, на востоке Венгрии и на западе Украины. Река имеет длину 94 км: 68 (по другим данным — 66) км в Румынии и 28 км в Венгрии. Площадь водосборного бассейна в Румынии — 1144 км² (по другим данным — 1002 км², 1210 км²), полная площадь оценивается в 1210 км² или 1241 км². Расход воды в Турулунге — 8,8 м³/с.

## География
Начинается в горных буковых лесах к северу от вершины Струнджи на высоте 1050 м над уровнем моря. В верховьях, выше города Негрешти-Оаш, известна как Валя-Сатулуй. Течёт на запад сначала через лес, потом выходит на равнину и протекает через населённые пункты Негрешти-Оаш, Тур, Кэлинешти-Оаш, Кока. У Кэлинешти-Оаша на реке образовано водохранилище, ниже его долина реки заболочена. Далее пересекает Турулунг и отклоняется к северо-западу. В низовьях протекает мимо города Кёльче, далее — канализирована. Впадает в Тису слева на высоте 108,9 метра над уровнем моря.
Основные притоки — Ракта (лв), Шугатаг (пр), Тална (лв), Пырыул-Рыу (пр).
По небольшому участку реки проходит государственная граница Украины. Из-за подмыва берегов в 2007 году Верховная рада в 2012 году ратифицировала протокол нового положения погранзнака «Тур», указывающего на стык государственных границ Украины, Румынии и Венгрии.